# Flugzeugkollision bei Teheran 1993
Die Flugzeugkollision bei Teheran 1993 ereignete sich am 8. Februar 1993, als eine auf einem Bedarfsflug eingesetzte Tupolew Tu-154M der Iran Airtour kurz nach dem Start vom Flughafen Teheran-Mehrabad mit einer Suchoi Su-24 der Iranischen Luftwaffe zusammenstieß. Bei dem Unfall kamen alle 133 Personen an Bord beider Flugzeuge ums Leben.

## Flugzeuge und Insassen

### Tupolew Tu-154 der Iran Airtour
Das erste Flugzeug war eine 1991 gebaute Tupolew Tu-154M, welche die Werksnummer 91A903 trug. Die Maschine wurde am 27. Februar 1992 mit dem Luftfahrzeugkennzeichen CCCP-85721 an die Aeroflot ausgeliefert. Im August desselben Jahres wurde die Maschine an die Iran Airtour weiterveräußert und von dieser mit dem Luftfahrzeugkennzeichen EP-ITD zugelassen. Das dreistrahlige Mittelstrecken-Schmalrumpfflugzeug war mit drei Strahltriebwerken des Typs D-30KU-154 ausgestattet.

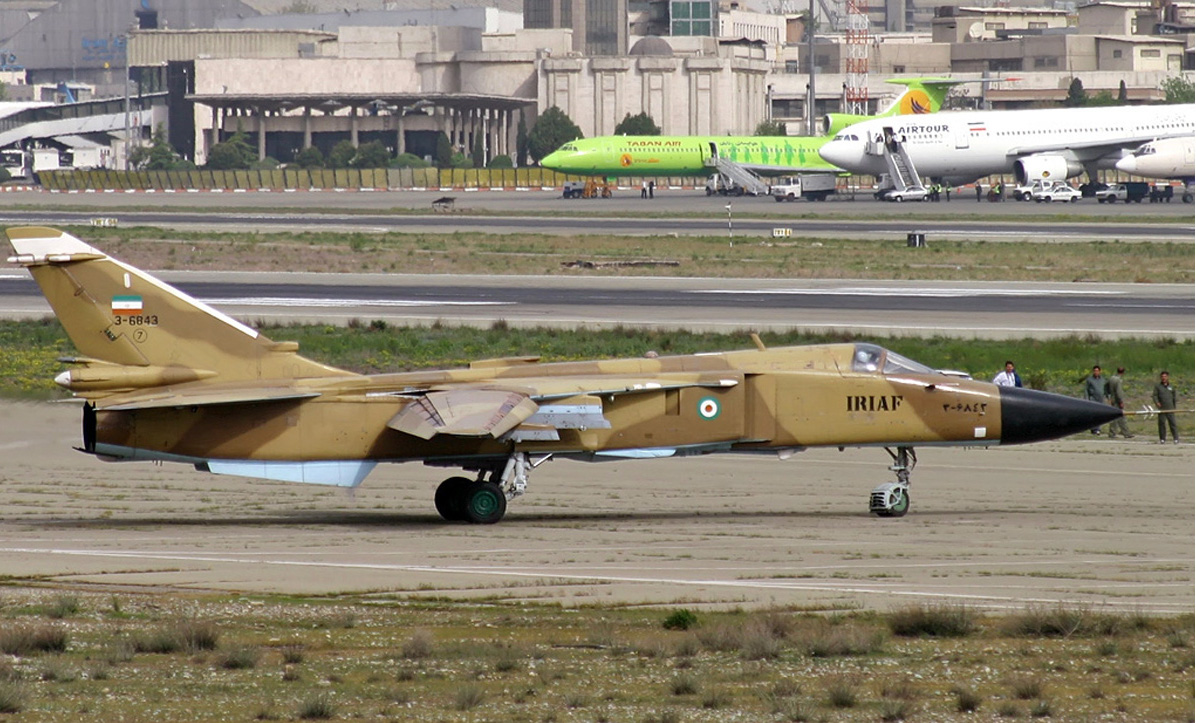
Eine Su-24 der IRIAF

An Bord der Maschine befanden sich 119 Passagiere, die einen Charterflug von Teheran nach Maschhad gebucht hatten, sowie 12 Besatzungsmitglieder.

### Suchoi Su-24 der Iranischen Luftwaffe
Die zweite Maschine war ein Kampfflugzeug des Typs Suchoi Su-24. Die Identität der Maschine ist nicht bekannt, sie befand sich im Einsatz bei der Iranischen Luftwaffe (IRIAF). Die Maschine kehrte von einer militärischen Flugschau zurück, an Bord befanden sich zwei Piloten der Iranischen Luftwaffe.

## Unfallhergang
Die Tupolew Tu-154 der Iran Airtour erhielt die Freigabe zum Start von Startbahn 29R, der erfolgreich ausgeführt wurde. Während sich die Maschine im Anfangssteigflug befand, flog die Suchoi Su-24MK der Iranischen Luftwaffe im Sichtflug die Bahn 29L des Flughafens Teheran-Mehrabad an. Um 14:16 Uhr flog das Kampfflugzeug in das Heck der Tu-154, woraufhin beide Flugzeuge bei Ghods, 15 Kilometer nördlich des Flughafens abstürzten und sämtliche Insassen getötet wurden.